# Mesocyclops ruttneri
Mesocyclops ruttneri is een eenoogkreeftjessoort uit de familie van de Cyclopidae. De wetenschappelijke naam van de soort is voor het eerst geldig gepubliceerd in 1981 door Kiefer.